# 熊野市站
熊野市站（日语：／ Kumanoshi eki */?）是位於三重縣熊野市井戶町，屬於東海旅客鐵道（JR東海）的紀勢本線車站。包含特急『南紀』在內的所有列車均在本站停靠。部分普通列車於此站折返，為線內的主要車站和邊界車站。

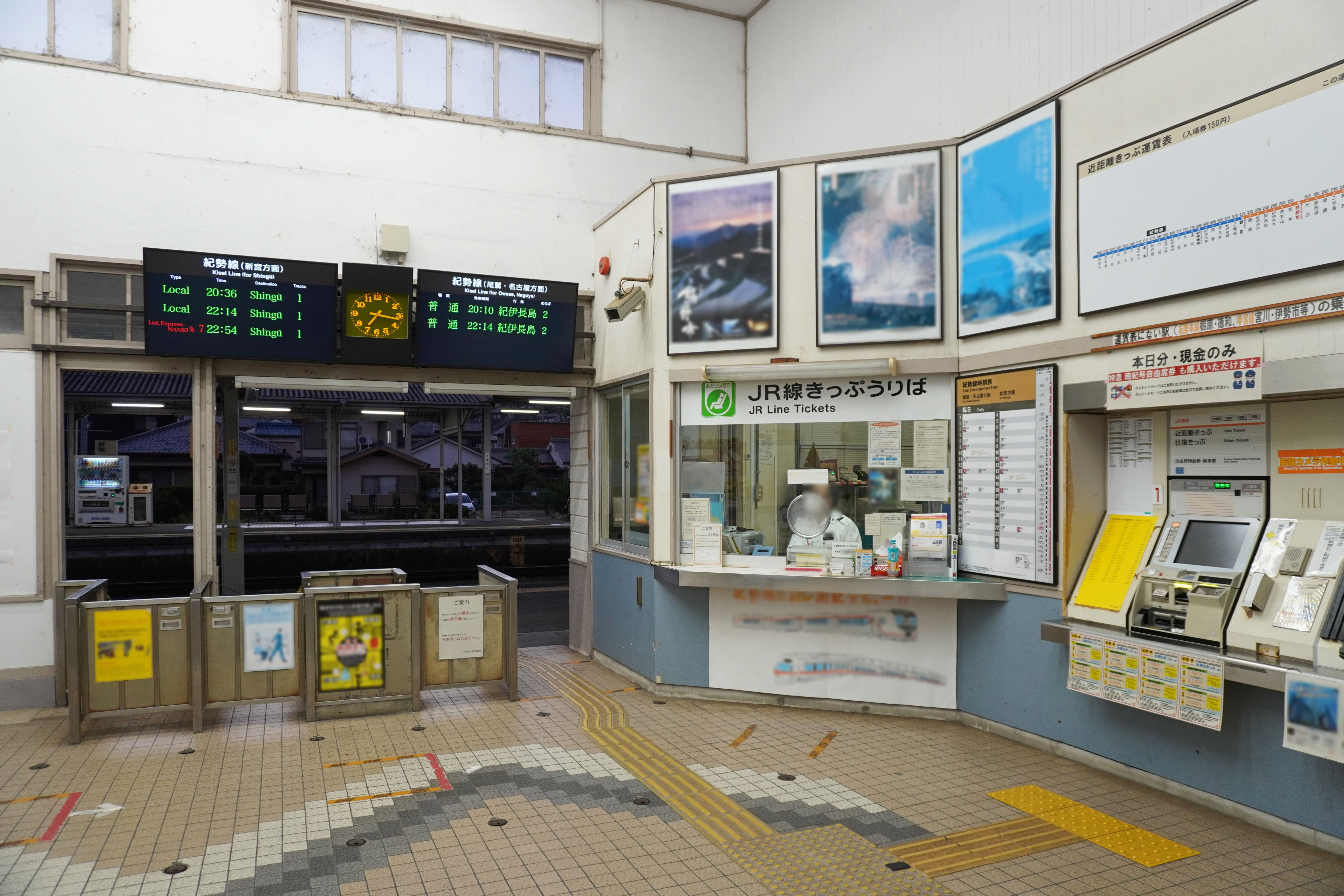
驗票口(2023年7月)

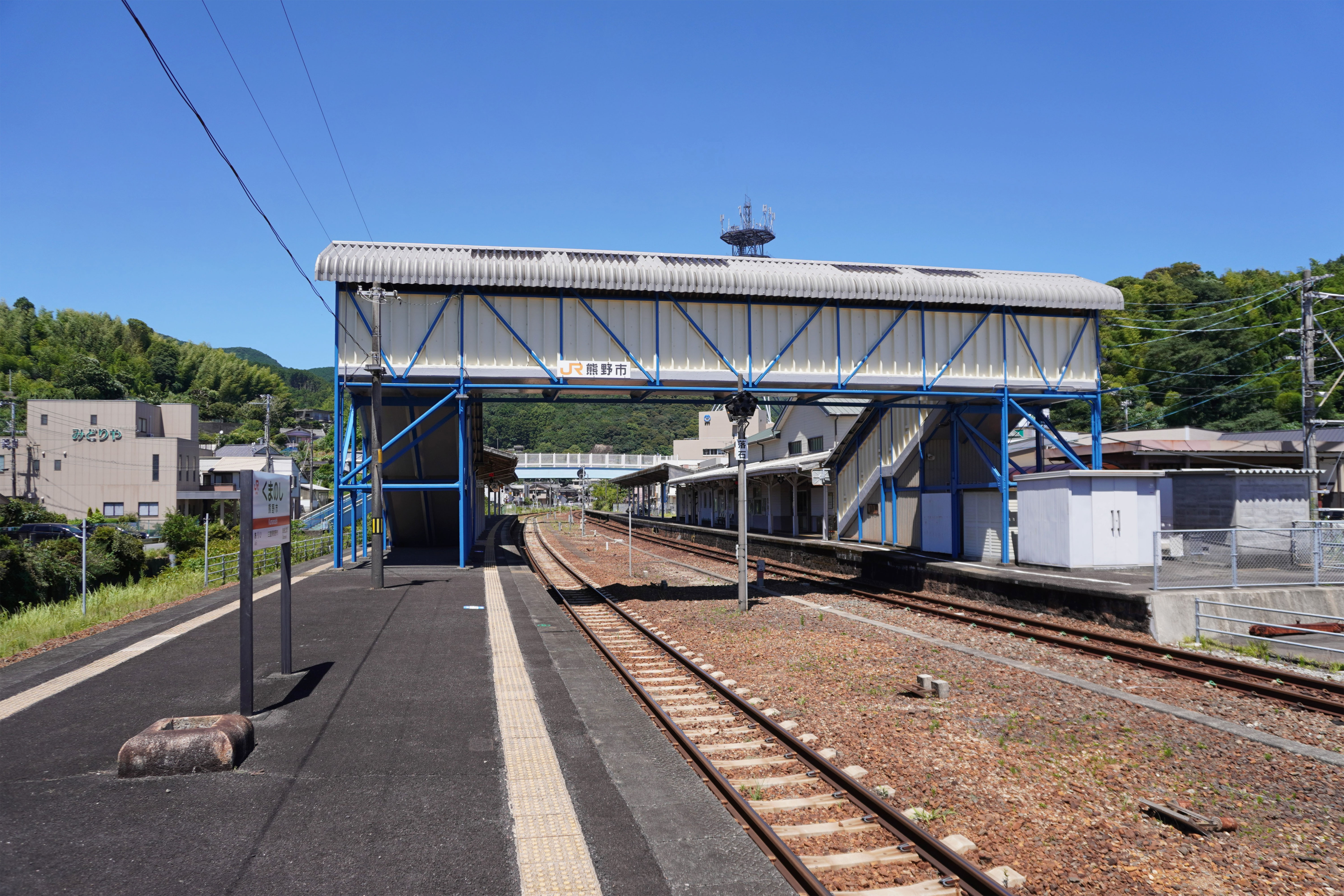
月台(2023年7月)

## 歷史
在1940年8月，國鐵紀勢西線由新宮站延伸至此，為國鐵紀勢西線的終點站。當時熊野市還未誕生，該時候此地方為木本町的代表車站。
在開業近十年，均為和歌山方向的終點站，在1956年4月，紀勢西線延長至新鹿站，成為中途站。隨後，1959年紀勢西線和紀勢東線連接，龜山站至和歌山站（現時為紀和站）之間的紀勢本線全線開通，成為國鐵紀勢本線的車站。在後期，由於國鐵分割民營化，車站由東海旅客鐵道（JR東海）營運，直至現在。

### 年表
- 1940年（昭和15年）8月8日：國鐵紀勢西線新宮站至此站之間開通，此站啟用，當時名為紀伊木本站[1]。
- 1956年（昭和31年）4月1日：國鐵紀勢西線此站至新鹿站之間開通[1]。
- 1959年（昭和34年）7月15日：三木里站至新鹿站之間開通，同時路線改名為紀勢本線[1]。車站也改名為熊野市站（日语：／）。
- 1987年（昭和62年）4月1日：伴隨國鐵分割民營化，車站由東海旅客鐵道（JR東海）營運[1]。
- 1990年（平成2年）3月：站房重建。

### 車站名稱
1959年（昭和34年）本站改名時，國鐵和當地居民對於站名應改為「熊野市站」還是「熊野站」產生歧見。若改名為「熊野站」會給予乘客一個印象為車站是廣大的熊野地區觀光的正中心，但是熊野地區大部分是座落於和歌山縣，而三重縣內只有熊野市部分地方為熊野地區，因此國鐵一方的意見是應改名為「熊野市站」。
此外本站官方的日語羅馬字為「Kumanoshi Station」，但是國道42號的路牌上是使用「Kumano City Station」。

## 車站構造
本站為為地面車站，站内設有1面1線的單式月台（1號月台）和1面2線的島式月台（2、3號月台），共有2面3線的混合式月台。站房位於南邊近單式月台（1號月台）側，並透過跨線橋與島式月台（2、3號月台）連接。此站的站房在啟用時為木造建築物，並設有大三角屋頂的特徴。站前設有迴旋路，當中設有巴士和計程車站。與周邊車站相比，此站的規模較大。
本站整日為有人車站（部分時段除外），站內設有綠色窗口和自動售票機（未設置自動閘口）。此站為站長、車站職員配置車站（直營車站），並管理二木島站至鵜殿站之間的各車站。

### 月台
| 月台 | 路線      | 上下行 | 方向             | 備註                     |
| ---- | --------- | ------ | ---------------- | ------------------------ |
| 1    | ■紀勢本線 | 下行   | 新宮方向         | 包括特急『南紀』         |
| 2    | ■紀勢本線 | 上行   | 尾鷲、名古屋方向 | 包括特急『南紀』         |
| 3    | ■紀勢本線 | 上行   | 尾鷲、名古屋方向 | 進行待避、從站出發的列車 |
| 3    | ■紀勢本線 | 下行   | 新宮方向         | 進行待避、從站出發的列車 |

- 特急列車和普通列車，主要下行使用1號月台，上行使用2號月台。
- 設有許多夜間停泊列車。
- 在熊野大煙花大會（日语：熊野大花火大会）舉行當日，設有許多臨時列車在此出發和到達。

## 使用狀況
根據「三重縣統計書」，以下列出近年1日平均乘車人次。
| 年度   | 一日平均 乘車人次 |
| ------ | ----------------- |
| 1998年 | 869               |
| 1999年 | 854               |
| 2000年 | 823               |
| 2001年 | 814               |
| 2002年 | 759               |
| 2003年 | 720               |
| 2004年 | 644               |
| 2005年 | 630               |
| 2006年 | 643               |
| 2007年 | 655               |
| 2008年 | 647               |
| 2009年 | 597               |
| 2010年 | 585               |
| 2011年 | 536               |
| 2012年 | 517               |
| 2013年 | 494               |
| 2014年 | 462               |
| 2015年 | 466               |
| 2016年 | 469               |
| 2017年 | 483               |

## 車站周邊
車站以南為井戶川，在其河口附近為發達的熊野市（前木本町）市區。為熊野市的玄關口。市區集中於車站北邊，設有市政廳等公共設施。走行10分鐘可到達大型商業設施永旺。

### 公共設施
- 熊野市文化交流中心（熊野市立圖書館（日语：熊野市立図書館））
- 熊野市政廳
- 熊野市消防本部（日语：熊野市消防本部） 熊野市消防局
- 津地方法務局 熊野分局
- 津地方檢察廳（日语：津地方検察庁） 熊野分部、熊野區檢察廳（日语：熊野区検察庁）
- 三重農政事務所（日语：三重農政事務所） 熊野統計、資訊中心
- 三重勞動局（日语：三重労働局） 熊野公共職業安定所（日语：公共職業安定所）
- 三重勞動局 熊野勞動基準監督署（日语：労働基準監督署）
- 中部地方整備局 紀勢國道工程事務所 熊野維持出張所
- 津地方裁判所、家庭裁判所熊野分部及熊野簡易裁判所合同廳舍
  - 津地方裁判所（日语：津地方裁判所）熊野分部
  - 津家庭裁判所（日语：津家庭裁判所）熊野分部
  - 熊野簡易裁判所（日语：熊野簡易裁判所）
- 三重縣 熊野保健所（日语：保健所）
- 熊野警署（日语：熊野警察署）

### 學校
- 熊野市立井戶小學（日语：熊野市立井戸小学校）
- 熊野市立木本小學（日语：熊野市立木本小学校）
- 熊野市立木本中學（日语：熊野市立木本中学校）
- 三重縣立木本高等學校（日语：三重県立木本高等学校）

### 其他
- 鬼城（日语：鬼ヶ城）
- 熊野郵局（日语：熊野郵便局 (三重県)）
- 大峰近隣公園
- 木本神社（日语：木本神社）
- 七里御濱（日语：七里御浜）
- 花窟神社（日语：花窟神社）
- NHK名古屋放送局 熊野電台中繼局
- CBC電台 熊野電台中繼局
- 東海電台 熊野中繼局
- 井戸川
- 獅子岩（日语：獅子岩）
- 要害山（日语：要害山）
- 三重縣道34號七色峽線（日语：三重県道34号七色峡線）
- 三重縣道204號木本港熊野市停車場線（日语：三重県道204号木本港熊野市停車場線）
- 國道42號

## 巴士路線

### 一般路線巴士
三重交通
- 熊野新宮線（13系統）
  - 往新宮站前（[經阿田和站前、鵜殿站前）
  - 往大又大久保（經新町，設有班次以新町為終點站）

此路線曾經由熊野交通營運，後來廢止（當時以鬼城為終點站）。

### 社區巴士、公營巴士
熊野市自主運行巴士
- 清流、那智黑石之里線：往尾川/新町
- 飛鳥、五鄉線：往湯之谷（只限星期三）/桃崎/三交南紀（日语：三重交通南紀営業所）
- 潮風Kahoru熊野古道線：往二木島站/三交南紀

南紀廣域巴士 （御濱町、熊野市）
- 熊野古道瀞流莊線：往瀞流荘/木本高校（日语：三重県立木本高等学校）

北山村營巴士
- 往奧瀞公園（道之驛奧瀞（日语：道の駅おくとろ）]）/小松

### 中、長距離巴士
均由三重交通運行。
- 名古屋南紀高速巴士（日语：名古屋南紀高速バス）：名古屋（名鐵巴士中心）
- 東京高速巴士（日语：大宮・東京 - 鳥羽・南紀線）：橫濱（YCAT（日语：横浜シティ・エア・ターミナル））、東京（池袋站）、埼玉大宮（與西武觀光巴士（日语：西武観光バス）聯營）

## 相鄰車站
東海旅客鐵道（JR東海）
紀勢本線
- 特急「南紀」停車站

大泊－熊野市－有井

## 注腳

## 外部連結
- JR東海 熊野市站 （页面存档备份，存于）（日語）
- 國土地理院地國參閲服務 （页面存档备份，存于） - 熊野市站周邊1/25000地勢圖 （页面存档备份，存于）（日語）